# Mandäer

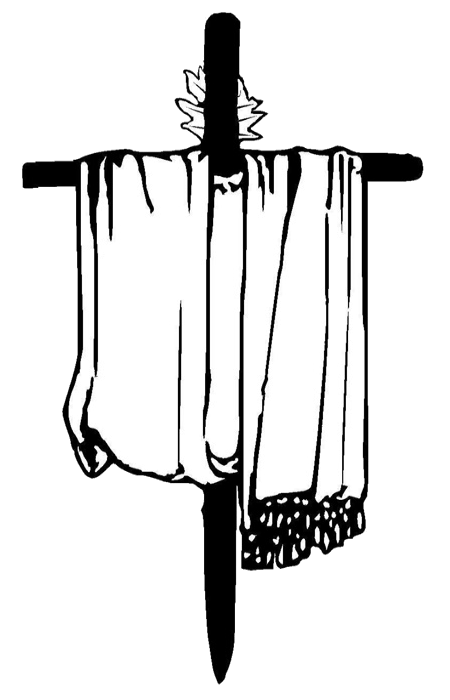
Symbol der Mandäer ist das Darfash, ein Kreuz mit weißer Taufrobe und Myrtenzweig

Die Mandäer (von mandäisch ࡌࡀࡍࡃࡀ, aramäisch מנדע manda‘, „Erkenntnis“) sind Angehörige einer monotheistischen, ethnoreligiösen Gemeinschaft mit etwa 100.000 Anhängern, die nicht Jesus, sondern Johannes den Täufer als Reformator der jüdischen Religion ansehen, und Jesus als falschen Propheten ansehen.
Die Sakralsprache, das Mandäische, ist eine ostaramäische Sprache. Sie wird in einer eigenen Variante der neu-aramäischen Schrift (neben den christlich-syrischen Schriften Serto, Estrangelo und Ostsyrisch), der mandäischen Schrift geschrieben.
Die Mandäistik ist die wissenschaftliche Disziplin, die sich mit dem Studium der Sprache sowie der geistigen und materiellen Kultur der Mandäer beschäftigt.

## Bezeichnung
Die Mandäer werden in einigen Texten auch Nazoräer genannt (von ostaramäisch נצר „bewachen“, „beobachten“, wohl „Leute, die [bestimmte Riten] beachten“). Diese Bezeichnung ist teilweise auf fromme Mandäer, nicht jedoch die Priester allein, beschränkt. Diese Nazoräer sprechen die alte semitische Sprache des Aramäischen. Sie sind nicht zu verwechseln mit den aramäischsprachigen Christen, deren konfessionsübergreifende Selbstbezeichnung ebenfalls Nazoräer im Sinne von Nazarener (nach Jesus von Nazareth) ist.
Seit islamischer Zeit findet sich als Fremdbezeichnung auch Sabier (arabisch, wohl von reichsaramäisch סבא ‚taufen‘), eine Benennung, die im Koran für eine (zu tolerierende) Buchreligion gebraucht wird. In älterer Literatur werden sie auch als „Johannes-Christen“ bezeichnet, da ihr Messias Johannes der Täufer sei. 

## Theologische Ursprünge
Jaan Lahe argumentiert, dass der Mandaismus, als eine vorchristliche Religion, Gemeinsamkeiten mit dem Zoroastrismus und dem Judentum aufweise. Der mandäische Glaube ist von einem stark dualistisch gefärbten Theismus, von strengen Reinheitsvorschriften, einer komplexen Mythologie und der Ablehnung von Askese geprägt.
Ferner weisen sprachliche Elemente der mandäischen Sprache und mandäische Bezüge zu Ritualen und Geboten des Judentums, etwa Waschungs- und Taufrituale, Reinheitsgebote, in den Bereich einer häretischen, jüdisch-gnostischen Sekte. Nach Kurt Rudolph (1960/1961) sind die Mandäer eine gnostische Sekte, die eine starke Beziehung hinsichtlich ihrer Götterwelt zum Judentum aufweist. Im Zentrum aller Rituale steht fließendes Wasser, das als lebendig und dem Himmel entsprungen gilt. Das zentrale Ritual der endogamen Gemeinschaft ist von daher die Flusstaufe, die jederzeit stattfinden kann und der Sündenvergebung dient.

## Geschichte
Die Mandäer gehen vermutlich auf die Täuferbewegung in jüdischen und judenchristlichen Sekten (besonders Elkesaiten) zurück, die zur Zeit der Entstehung des Neuen Testaments in Palästina und Syrien existierten. Zeitweilig ging die Forschung (Rudolf Macuch, Kurt Rudolph und Rudolf Bultmann) von einer Entstehung der mandäischen Religion unabhängig vom Christentum und Emigration einer schon entwickelten mandäischen Gemeinde im 1. oder 2. Jahrhundert n. Chr. über Syrien in den Irak aus. In dieser Phase der Mandäerforschung wurde die Entstehung zum Teil sogar bis ins 1. Jahrhundert v. Chr. datiert. Solche Frühdatierungen haben sich jedoch als nicht haltbar erwiesen.
Vielmehr ist der heutige Forschungsstand, dass man erst nach Verschmelzung einer zugewanderten Gruppe von Gnostikern mit Teilen der einheimischen Bevölkerung im Südirak vom Mandäismus sprechen kann. Das gnostische Element entspricht weitgehend einem gnostischen Christentum, das in Nordsyrien und Mesopotamien (Zweistromland) vor der Eingliederung in die byzantinische Reichskirche vorherrschend war. Auch die Ablehnung des Christentums richtet sich vor allem gegen Vorstellungen, die in dieser Region erst in byzantinischer Zeit feststellbar sind, sodass vermutet wird, dass die wohl zwischen Mitte des 2. Jahrhunderts und Mitte des 3. Jahrhunderts zugewanderten Gnostiker eine häretische Gruppe des Christentums darstellten. Als schriftliche Quelle und Beleg für die Wanderung der Mandäer steht nur die stark stilisierte Harran-Gawaitha-Legende zur Verfügung, deren Entstehung jedoch recht spät anzusetzen ist.
Anfang des 20. Jahrhunderts vermuteten Heinrich Weinel, Eduard Norden und noch Richard Reitzenstein, dass die Geburtsgeschichte des Täufers beim Evangelisten Lukas und den Mandäern von früheren Täufergruppen übernommen worden seien. Doch hat die Analyse der Texte durch Kurt Rudolph gezeigt, dass die Jüngerschaft Johannes des Täufers keinerlei Beziehung zu den Mandäern hatte. Vielmehr sind lediglich in späten mandäischen Texten einige Motive aus christlichen Quellen – Name und hohes Alter der Eltern, Tempelbesuch des Zacharias, Namensgebung – mit einer neuen mandäischen Kindheitsgeschichte des Johannes verbunden worden.
Vor Entdeckung des Mani-Kodexes glaubte man, der Vater des Religionsstifters Mani sei Angehöriger der urmandäischen Täufergruppe gewesen. Heute weiß man, dass es sich dabei um die nicht mit dieser Gruppe identischen Elkesaiten handelte.

## Glaube

In der iranischen Stadt Ahvaz führen die Mitglieder der mandäischen Gemeinde jedes Jahr, anlässlich der Geburt ihres ersten Propheten Adam am Fluss Karun Gebete und Taufen durch.

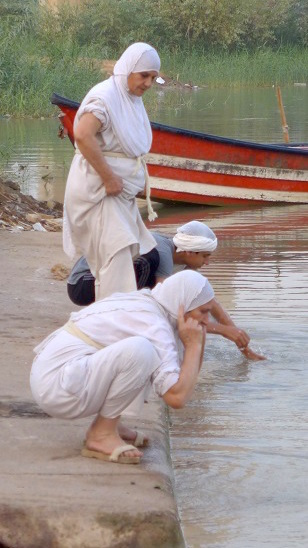
Mandäer in Taufroben am Beginn des Taufrituals am Sonntagmorgen in Ahvaz (Iran).

### Spirituelles System
Der synkretistische Glaube der Mandäer enthält jüdische, christliche und gnostische Elemente. Johannes der Täufer wird als Reformator ihrer Religion angesehen, Jesus hingegen als falscher Prophet. Johannes taufte nicht nur Jesus, sondern auch den mandäischen Erlöser, Manda d-Haije („Erkenntnis des Lebens“). Dieser wurde vom obersten Gott (Mana rurbe) auf die vom gefallenen Demiurgen Ptahil geschaffene Erde (Tibil) gesandt, um dem fleischlichen Adam (Adam pagria) und dessen Gattin Hawa die Offenbarung über ihre Herkunft zu bringen, damit sie durch wahres Wissen zur Erlösung finden. Nach der Erschaffung der Welt unternahm er eine Höllenfahrt, um die bösen Mächte zu überwinden und zu fesseln (siehe hierzu Höllenfahrt Christi). Manda d-Haije hilft den Seelen der Toten bei ihrem Aufstieg in die Lichtwelt, bei der sie die von Dämonen bewachten Wachstationen durchqueren müssen. Bei der Schöpfung ließ sich Ptahil von der Dämonin Ruha (der Entsprechung zum christlichen Heiligen Geist) helfen. Am Ende der Tage wird Hibil (der himmlische Abel als Lichtgestalt, der oft mit Manda d-Haije gleichgesetzt wird) alle frommen Seelen aus der Unterwelt Ur erlösen, ebenso Ptahil und seinen Vater Abathur.

### Religiöse Regeln
Grundsakramente der Mandäer sind die Erlösung durch wiederholte Taufe, die in sonntäglichen Gottesdiensten und bei besonderen Anlässen (Hochzeit, Geburt, Tod) in fließendem Wasser, zumeist im sog. Mandi-Becken, stattfindet, und die nicht öffentliche Toten- und Seelenmesse, die dem Aufstieg der Seele dienen soll und zusammen mit der Taufe Voraussetzung für deren Erlösung bildet. Zu den Riten gehört auch eine kultische Mahlzeit (Abendmahl), bestehend aus Brot (Pita) und einem Trank aus konsekriertem Wasser (Mambuha). Dieses wird vom Priester stehend „bereitet“ und von den Gläubigen „genommen“. Taufe und Mahl weisen etliche Parallelen zum syrisch-christlichen Ritus auf und gehen auf gemeinsame Wurzeln zurück.
Untersagt war – neben den verbotenen Handlungen aus den Zehn Geboten – jede Form von Selbstverstümmelung einschließlich der Beschneidung, freiwillige sexuelle Askese und das Trinken von Alkohol. Ehe und Familie sind wichtige moralische Aufgaben.
Mandäer essen keine weiblichen Tiere, die gebären. Das Essen von Tieren mit einem Schwanz ist untersagt (z. B. Kühe, Pferde). Hühner dürfen gegessen werden, da sie Eier legen.

### Glaubensgemeinschaft, Priesterschaft
Die Zugehörigkeit zur mandäischen Religionsgemeinschaft ist heute ethnisch begründet, Konvertiten werden nicht aufgenommen. Dies war jedoch nach den Quellen in vorislamischer Zeit anders. Das Verbot mag daher eine Reaktion auf die islamische Umwelt sein, die Konversionen zum Islam förderte, Konversionen vom Islam weg jedoch mit der Todesstrafe belegte. Durch Heirat mit Nichtmandäern (auch Zwangsheirat) verlieren Mandäer ihre Zugehörigkeit zur Religionsgemeinschaft.
Die Priesterschaft ist hierarchisch unterteilt in Tarmide (Jünger), Šganda (Diakone) und Ganzbare (Schatzmeister = Bischöfe); Oberhaupt ist der Ris Ama (wörtl.: Haupt des Volkes). Heute sind die oberen hierarchischen Ränge teilweise unbesetzt, da die meisten Mandäer im Exil außerhalb ihres traditionellen Siedlungsgebietes zerstreut leben.
Die mandäischen Gotteshäuser, Mandi oder Mašk(i)na genannt, sind klein und ähneln den orientalisch-christlichen Kirchen, jedoch haben sie keinen Glockenturm. Sie müssen in der Nähe von fließenden Gewässern stehen, besitzen aber auch einen Taufteich vor dem Gebäude und sind umfriedet. Ihre architektonische Form gliedert sich in drei Grade der Heiligkeit. In das Innerste dieser Gotteshäuser hat nur die Priesterschaft Einlass. Die Gläubigen (Frauen wie Männer) verweilen stehend im Narthex (Vorraum).
Das heilige Buch der Mandäer ist das Sidra Rabba (wörtl.: Große Ordnung; auch Ginza, Schatz, genannt). Auszug nach Lidzbarski:

„Wenn Johannes in jenem Zeitalter Jerusalems lebt, den Jordan nimmt und die Taufe vollzieht, kommt Jesus Christus, geht in Demut einher, empfängt die Taufe des Johannes und wird durch die Weisheit des Johannes weise. Dann aber verdreht er die Rede des Johannes, verändert die Taufe im Jordan und predigt Frevel und Trug in der Welt. Christus wird die Völker spalten, die zwölf Verführer ziehen in der Welt umher. In jenem Zeitalter bewährt euch, ihr Wahrhaftigen.“

Das Sidra Rabba bzw. Ginza ist in zwei Teile unterteilt; der Rechte Ginza enthält mythologische, kosmologische und moralische Traktate, der Linke Ginza Hymnen und Lieder über das Schicksal der Seele. Erzählungen über Johannes den Täufer enthält das Johannesbuch (auch Königsbuch genannt). Das Gebetbuch der Mandäer ist das Qolasta, das Liturgien für Taufe und Seelenmesse enthält.

## Gegenwart
Im südlichen Irak und im angrenzenden Iran (Provinz Chuzestan) leben heute noch einige tausend oder zehntausend Mandäer. Genaue Statistiken sind aufgrund der Kriegsereignisse der vergangenen Jahrzehnte nicht verfügbar. Von einigen islamischen Gelehrten werden sie mit den Sabiern identifiziert und so als Buchreligion anerkannt, weshalb sie unter islamischer Herrschaft nach dem Gesetz (Scharia) eine relativ geschützte religiöse Minderheit (Dhimma-Status) waren und ihren Glauben in bestimmten Grenzen frei ausüben konnten. Andererseits waren sie durch das islamische Familien- und Zivilrecht massiven Diskriminierungen ausgesetzt. Für die Befreiung vom Dienst an der Waffe, die Muslimen nicht erlaubt war, mussten sie eine Sondersteuer (Dschizya) zahlen.

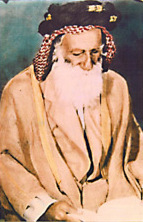
Shiekh Kansafra (1881–1964), auch Kanzfra Dakhayyel Eydan, ein mandäischer Priester

Die Mandäer gehören, nicht zuletzt aufgrund ihrer traditionellen Berufe (vor allem Gold- und Silberschmied sowie Juwelier, aber auch andere Handwerke), im Irak zur oberen Mittelschicht. Unter dem Baath-Regime von Saddam Hussein genossen religiöse Minderheiten theoretisch staatlichen Schutz. Mandäer kamen vor allem ab Anfang der 1990er Jahre im Zuge der Aufstandsbekämpfung des Regimes im Südirak (nach der Niederschlagung der Revolten nach dem Zweiten Golfkrieg 1991) unter Druck. Nach dem Sturz des Regimes 2003 verschlimmerte sich ihre Lage massiv, da sie wie auch andere Minderheiten zum Ziel islamistischer Extremisten wurden. Nach einem Bericht der BBC im März 2007 fürchten die Führer der Gemeinschaft ihre Ausrottung im Irak. Es seien nur noch etwa 5.000 Mandäer im Irak übrig.
Mittlerweile sollen ca. 15.000 Mandäer in Europa (davon ca. 2.200 in Deutschland), 2.000 in den USA, 1.200 in Kanada und 5.000 in Australien leben. Hinzu kommen mandäische Flüchtlinge in Syrien und Jordanien sowie im Jemen, Thailand, Ägypten und dem Libanon.
Eine bedeutende Auslandsgemeinde, die sich um Erhalt und Förderung der mandäischen Sprache bemüht und Texte in Originalsprache herausgibt, lebt in Australien. Eine weitere Gemeinde mit eigenem Mandi (eingeweiht 2003, das einzige seiner Art in Europa) befindet sich in Schweden (Stockholm). In Deutschland existiert eine Gemeinde in Nürnberg (Mandäischer Verein in Nürnberg/Franken e. V. bzw. Gesamtverein der Mandäer – Deutschland e. V.) und eine weitere in München (Mandäer in Deutschland in München e. V.).